# Wie geht das
Wie geht das (Eigenschreibweise WIE GEHT DAS) war die deutsche Ausgabe des populärwissenschaftlichen Sammelwerks How it Works über Technik und Erfindungen aus dem Verlag Marshall Cavendish International Ltd. Die einzelnen Hefte erschienen wöchentlich zwischen 1979 und 1984 und wurden in Deutschland von dem Hamburger Verlag IPV herausgebracht.

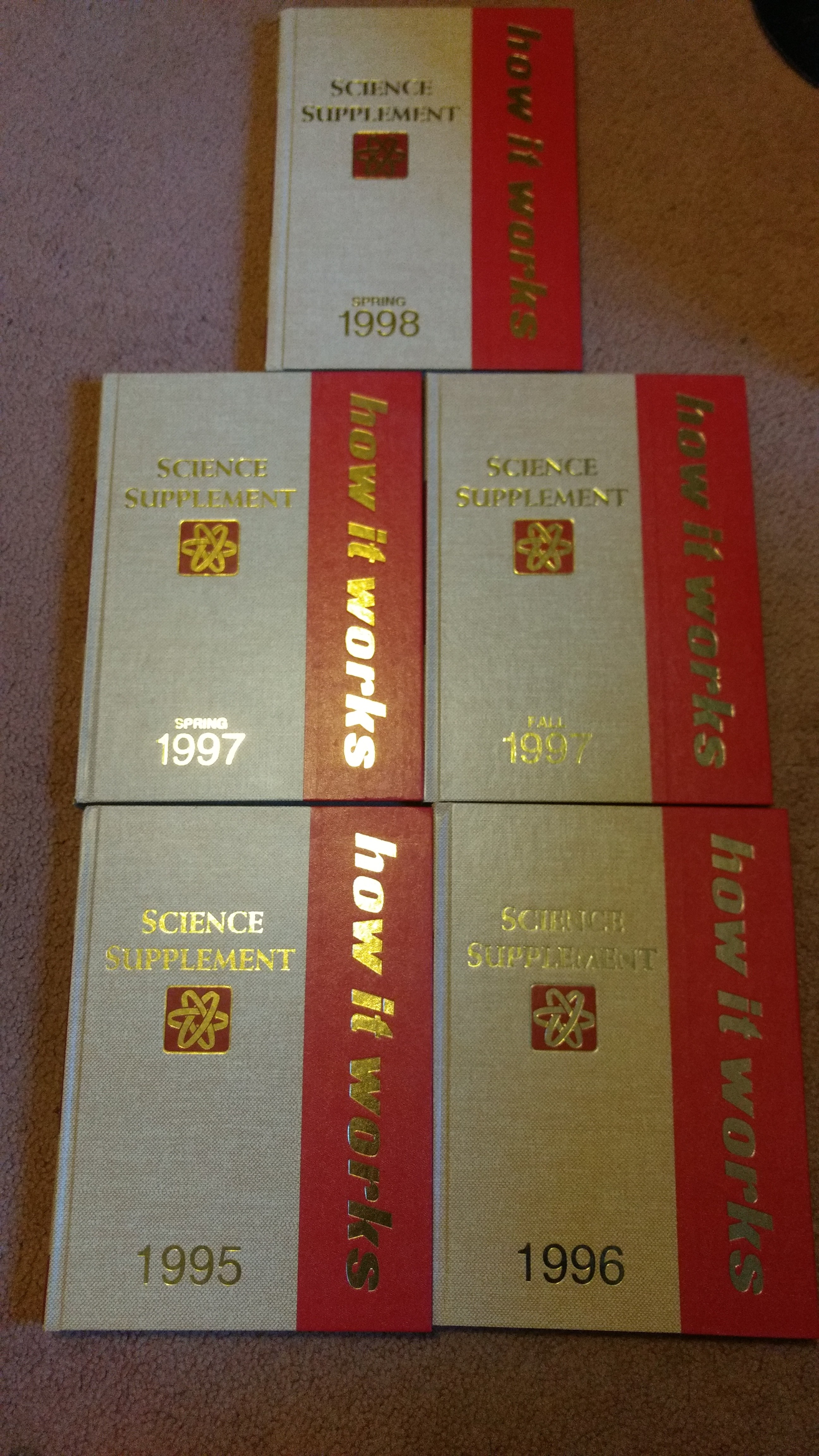
How it works, 1995–1998

Die englische Ausgabe How It Works erschien später als aktualisierter Nachdruck bei dem US-amerikanischen Verlag S. Stuttman unter dem Titel The Illustrated Science and Invention Encyclopedia.
2003 brachte der Verlag Marshall Cavendish eine überarbeitete Neuausgabe in 20 Bänden einschließlich Registerband, wieder unter dem Titel How it works, heraus, die 2004 auf der Twenty Best Bets for Student Researchers Booklist stand.

## Konzept
Wie geht das war als lexikalischer Sammelband von A bis Z konzipiert und war nach Erreichen des Buchstaben Z abgeschlossen. Der erste Band hatte die Atombombe im Titel, es folgte im zweiten Band die Apollo-Mondrakete. Die behandelten Themen betrafen die Bereiche Astronomie, Chemie, Physik, Geographie, Geologie, Biologie und Medizin. Jedes Heft war mit detaillierten farbigen Abbildungen und Diagrammen ausgestattet. Die komplette Sammlung umfasste schließlich 70 Hefte, die in fünf Sammelordnern, die extra erworben werden mussten, abgeheftet werden konnten. Wie geht das erschien in zwei Auflagen; zunächst die Erstausgabe ab 1979, später dann als Neuauflage ab 1982 oder 1983. Offenkundiges Unterscheidungsmerkmal war die Platzierung des Preises auf dem Deckblatt: bei der Erstausgabe war der Preis („ÖS 25 / SFR 3,50 / DM 3“) oben rechts in der Kopfzeile neben dem Schriftzug „EIN WÖCHENTLICHES SAMMELWERK“ positioniert, bei der zweiten Auflage hingegen befand sich der teilweise erhöhte Preis („DM 3,50 / sfr 3,50 / ÖS 28“) unten links. Die Hefte hatten jeweils 28 Seiten und das 70. Heft hatte den Index für das Gesamtlexikon.